# Res Roma VIII 2024-2025
Questa voce raccoglie le informazioni riguardanti la Res Roma VIII nelle competizioni ufficiali della stagione 2024-2025.

## Stagione
Per la stagione 2024-2025 la dirigenza della Res affida la panchina a Paolo Ruggeri in sostituzione di Marco Galletti che al termine del precedente campionato di Serie B era riuscito a raggiungere la salvezza. Il club si muove sul mercato estivo per reintegrare l'organico dal trasferimento di tre giocatrici straniere, del portiere De Bona, ritornata al Sassuolo dopo il prestito, e per una delle più rappresentative giocatrici della Res, Luana Fracassi, che dopo 15 anni appende gli scarpini del calcio a 11 al chiodo per proseguire nel calcio a 5.

## Divise e sponsor
Il main sponsor è Linkem, mentre lo sponsor tecnico, fornitore delle tenute, era Joma.
| Casa | Casa 2 | Trasferta |

## Organigramma societario

### Staff tecnico
Area tecnica
- Allenatore: Paolo Ruggeri
- Allenatore in seconda: Stefano Cristalli
- Preparatore dei portieri:
- Preparatore atletico:

## Rosa
Rosa, ruoli e numeri di maglia come da profilo ufficiale Facebook integrati dal sito worldfootball.net. ASD Res Roma [Femminile] » Rosa 2024/2025, su smr.worldfootball.net. URL consultato il 16 aprile 2025.
| N. |                   | Ruolo | Calciatrice       |
| -- | ----------------- | ----- | ----------------- |
| 1  | Italia (bandiera) | P     | Viola Maurilli    |
| 2  | Italia (bandiera) | A     | Alessia Cianci    |
| 3  | Italia (bandiera) | D     | Arianna Pezzotti  |
| 4  | Italia (bandiera) | D     | Giulia Liberati   |
| 5  | Italia (bandiera) | D     | Marta Varriale    |
| 5  | Italia (bandiera) | C     | Claudia Ridolfi   |
| 7  | Italia (bandiera) | C     | Arianna Boldrini  |
| 8  | Italia (bandiera) | C     | Manuela Coluccini |
| 9  | Italia (bandiera) | A     | Claudia Palombi   |
| 10 | Italia (bandiera) | A     | Vanessa Nagni     |
| 11 | Italia (bandiera) | A     | Giulia Verrino    |
| 13 | Italia (bandiera) | D     | Ludovica Chiappa  |
| 14 | Italia (bandiera) | A     | Morena Iannazzo   |
| 15 | Italia (bandiera) | D     | Ilaria Cruciani   |
| 16 | Italia (bandiera) | C     | Valentina Simeone |
| 17 | Italia (bandiera) | C     | Anna Clemente     |
| 18 | Italia (bandiera) | C     | Alice Marino      |
| 19 | Italia (bandiera) | D     | Nicole Fabbroni   |
| 19 | Italia (bandiera) | C     | Giada Novelli     |

| N. |                        | Ruolo | Calciatrice           |
| -- | ---------------------- | ----- | --------------------- |
| 20 | Italia (bandiera)      | C     | Sara Massimi          |
| 20 | Italia (bandiera)      | D     | Sara Novelli          |
| 21 | Italia (bandiera)      | C     | Sara Pezzi            |
| 22 | Italia (bandiera)      | C     | Sofia Gatta           |
| 22 | Italia (bandiera)      | A     | Azzurra Massa         |
| 23 | Italia (bandiera)      | P     | Elisa Viola D'Alessio |
| 24 | Italia (bandiera)      | D     | Desiree Palombi       |
| 25 | Italia (bandiera)      | D     | Carlotta Ciccone      |
| 27 | Italia (bandiera)      | A     | Linda Montesi         |
| 29 | Italia (bandiera)      | C     | Sofia Boldrini        |
| 32 | Stati Uniti (bandiera) | A     | Cassandra Kay Nash    |
| 33 | Italia (bandiera)      | D     | Gloria Giatras        |
| 39 | Italia (bandiera)      | A     | Giulia Antonelli      |
| 47 | Giappone (bandiera)    | C     | Kyōko Ikeguchi        |
| 80 | Italia (bandiera)      | P     | Giulia Zaghini        |
|    | Italia (bandiera)      | D     | Carola Tedei          |
|    | Italia (bandiera)      | A     | Alice Mochi           |
|    | Italia (bandiera)      | A     | Marika Vitiello       |

## Calciomercato

### Sessione estiva
| Acquisti         | Acquisti           | Acquisti               | Acquisti         |
| R.               | Nome               | da                     | Modalità         |
| ---------------- | ------------------ | ---------------------- | ---------------- |
| P                | Giulia Zaghini     | Parma                  | prestito         |
| D                | Sara Novelli       | Tavagnacco             | [ 3 ]            |
| D                | Marta Varriale     | Lazio                  | [ 4 ] [ 3 ]      |
| C                | Sofia Boldrini     | Sampdoria              | prestito         |
| C                | Azzurra Massa      | Meran                  | [ 3 ]            |
| C                | Giada Novelli      | Tavagnacco             | [ 3 ]            |
| C                | Arianna Pezzotti   | Lazio                  | [ 4 ] [ 3 ]      |
| A                | Claudia Palombi    | Lazio                  | [ 4 ] [ 3 ]      |
| A                | Giulia Verrino     | Parma                  | rinnovo prestito |
| Altre operazioni |                    |                        |                  |
| R.               | Nome               | da                     | Modalità         |
| C                | Kyōko Ikeguchi     | Orca Kamogawa          | [ 5 ]            |
| A                | Cassandra Kay Nash | Simpson College Storms |                  |

| Cessioni | Cessioni           | Cessioni         | Cessioni               |
| R.       | Nome               | a                | Modalità               |
| -------- | ------------------ | ---------------- | ---------------------- |
| P        | Francesca De Bona  | Sassuolo         | fine prestito          |
| C        | Luana Fracassi     | Coppa d'Oro (C5) | ritiro dal calcio a 11 |
| C        | Ivana Naydenova    | Verona           | [ 7 ] [ 3 ]            |
| C        | Lora Petrova       | Cesena           | [ 8 ] [ 3 ]            |
| A        | Martyna Duchnowska | Verona           | [ 9 ] [ 3 ]            |

## Risultati

### Serie B

#### Girone d'andata
| Arbitro: | De Angelis (Nocera Inferiore) |

|               |           |                                           |
| Palombi 90+1’ | Marcatori | 4’ Battelani 10’ Gelmetti 84’ Söndergaard |

| Arbitro: | Manzini (Verona) |

|                                  |           |  |
| Pinna 63’ Licari 72’ Basso 90+2’ | Marcatori |  |

| Arbitro: | De Angelis (Nocera Inferiore) |

|                             |           |          |
| A. Boldrini 56’ Palombi 64’ | Marcatori | 9’ Zanni |

| Arbitro: | Pani (Sassari) |

|                |           |  |
| Iannazzo 90+4’ | Marcatori |  |

| Arbitro: | Barbetti (Arezzo) |

|                        |           |           |
| Bonetti 42’ Pirone 63’ | Marcatori | 22’ Pezzi |

| Arbitro: | Palma (Napoli) |

|  |           |            |
|  | Marcatori | 59’ Miotto |

| Arbitro: | Macrina (Reggio Calabria) |

|  |           |             |
|  | Marcatori | 49’ Montesi |

| Arbitro: | Ambrosino (Torre del Greco) |

|  |           |          |
|  | Marcatori | 17’ Masu |

| Arbitro: | Montefiori (Ravenna) |

|                           |           |  |
| Razzolini 27’ Corazzi 90’ | Marcatori |  |

| Arbitro: | Mascolo (Castellammare di Stabia) |

|              |           |                                                  |
| Ikeguchi 55’ | Marcatori | 43’ Acuti 54’ Giacobbo 81’ Bettalli 90+2’ Errico |

| Arbitro: | Aureliano (Rossano Calabro) |

|  |           |              |
|  | Marcatori | 71’ Iannazzo |

| Arbitro: | Arnese (Teramo) |

|             |           |                                |
| Ikeguchi 4’ | Marcatori | 28’, 39’ Peretti 41’ Casellato |

| Arbitro: | Iorfida (Collegno) |

|           |           |                                      |
| Demaio 6’ | Marcatori | 19’ (rig.), 86’ Palombi 75’ Iannazzo |

| Arbitro: | Palmieri (Avellino) |

|           |           |                                              |
| Massa 78’ | Marcatori | 23’ Magri 28’ Kuratomi 62’ Sobal 83’ Pedrini |

| Arbitro: | Leorsini (Terni) |

|                        |           |             |
| S. Testa 9’ Jansen 37’ | Marcatori | 39’ Montesi |

#### Girone di ritorno
| Arbitro: | Marinoni (Lodi) |

|                         |           |  |
| Battelani 72’ Golob 79’ | Marcatori |  |

| Arbitro: | Jusofoski (Mestre) |

|                             |           |           |
| Palombi 18’ Giatras Zoi 78’ | Marcatori | 13’ Pinna |

| Arbitro: | Santeramo (Monza) |

|  |           |                 |
|  | Marcatori | 74’ A. Boldrini |

| Arbitro: | Mozzillo (Reggio Emilia) |

|           |           |             |
| Landa 78’ | Marcatori | 59’ Palombi |

| Arbitro: | Traini (San Benedetto del Tronto) |

|             |           |                          |
| Palombi 26’ | Marcatori | 31’ Bonetti 45+2’ Moraca |

| Arbitro: | Amadei (Terni) |

|  |           |                  |
|  | Marcatori | 53’, 60’ Montesi |

| Arbitro: | Barbetti (Arezzo) |

|                 |           |             |
| A. Boldrini 15’ | Marcatori | 35’ Mariani |

| Arbitro: | Meta (Vicenza) |

|                                                      |           |  |
| Ferin 14’, 75’ Distefano 45’ Ambrosi 64’ Iardino 88’ | Marcatori |  |

| Arbitro: | Sabatino (Nola) |

|          |           |  |
| Nash 88’ | Marcatori |  |

| Arbitro: | Mariani (Livorno) |

|                                        |           |  |
| Bargi 51’ (rig.), 59’, 84’ Ferrato 63’ | Marcatori |  |

| Arbitro: | Cipolloni (Foligno) |

|                                                                        |           |  |
| Boldrini 7’ Iannazzo 16’, 46’, 57’ Montesi 48’ Verrino 71’ Massimi 82’ | Marcatori |  |

| Arbitro: | Hamza Rihai (Lovere) |

|                                             |           |             |
| Bernardi 25’ Dallagiacoma 58’ Casellato 88’ | Marcatori | 9’ Boldrini |

| Arbitro: | Ambrosino (Torre del Greco) |

|                                          |           |                        |
| Iannazzo 16’ Boldrini 72’ Varriale 90+2’ | Marcatori | 22’ Demaio 36’ Lazzari |

| Arbitro: | Colazzo (Casarano) |

|                     |           |                               |
| Sobal 16’ Magri 32’ | Marcatori | 35’, 37’ Palombi 58’ Iannazzo |

| Arbitro: | Mascolo (Castellammare di Stabia) |

|                                              |           |               |
| Verrino 44’ Boldrini 86’, 89’ Pezzotti 90+2’ | Marcatori | 90+3’ Dumitru |

### Coppa Italia
| Arbitro: | Palmieri (Avellino) |

|                                      |           |                                                  |
| Montesi 37’ Iannazzo 45+1’ Pezzi 92’ | Marcatori | 17’ Jansen 84’ S. Testa 106’ Tironi 107’ Petrova |

## Statistiche

### Statistiche di squadra
| Competizione | Punti | In casa | In casa | In casa | In casa | In casa | In casa | In trasferta | In trasferta | In trasferta | In trasferta | In trasferta | In trasferta | Totale | Totale | Totale | Totale | Totale | Totale | DR  |
| Competizione | Punti | G       | V       | N       | P       | Gf      | Gs      | G            | V            | N            | P            | Gf           | Gs           | G      | V      | N      | P      | Gf     | Gs     | DR  |
| ------------ | ----- | ------- | ------- | ------- | ------- | ------- | ------- | ------------ | ------------ | ------------ | ------------ | ------------ | ------------ | ------ | ------ | ------ | ------ | ------ | ------ | --- |
| Serie B      | 41    | 15      | 7       | 1       | 7       | 26      | 24      | 15           | 6            | 1            | 8            | 15           | 27           | 30     | 13     | 2      | 15     | 41     | 51     | -10 |
| Coppa Italia | -     | 1       | 0       | 0       | 1       | 3       | 4       | -            | -            | -            | -            | -            | -            | 1      | 0      | 0      | 1      | 3      | 4      | -1  |
| Totale       | -     | 16      | 7       | 1       | 8       | 29      | 28      | 15           | 6            | 1            | 8            | 15           | 27           | 31     | 13     | 2      | 16     | 44     | 55     | -11 |

### Andamento in campionato
| Giornata  | 1 | 2  | 3 | 4 | 5 | 6  | 7 | 8 | 9  | 10 | 11 | 12 | 13 | 14 | 15 | 16 | 17 | 18 | 19 | 20 | 21 | 22 | 23 | 24 | 25 | 26 | 27 | 28 | 29 | 30 |
| --------- | - | -- | - | - | - | -- | - | - | -- | -- | -- | -- | -- | -- | -- | -- | -- | -- | -- | -- | -- | -- | -- | -- | -- | -- | -- | -- | -- | -- |
| Luogo     | C | T  | C | C | T | C  | T | C | T  | C  | T  | C  | T  | C  | T  | T  | C  | T  | T  | C  | T  | C  | T  | C  | T  | C  | T  | C  | T  | C  |
| Risultato | P | P  | V | V | P | P  | V | P | P  | P  | V  | P  | V  | P  | P  | P  | V  | V  | N  | P  | P  | N  | V  | V  | P  | V  | P  | V  | V  | V  |
| Posizione | 9 | 11 | 9 | 7 | 8 | 11 | 7 | 9 | 12 | 13 | 12 | 12 | 11 | 11 | 11 | 11 | 11 | 11 | 11 | 11 | 11 | 11 | 11 | 11 | 11 | 11 | 11 | 10 | 10 | 9  |

Legenda:

Luogo: C = Casa; T = Trasferta. Risultato: V = Vittoria; N = Pareggio; P = Sconfitta.

### Statistiche delle giocatrici
| Giocatore      | Serie B  | Serie B | Serie B     | Serie B    | Coppa Italia | Coppa Italia | Coppa Italia | Coppa Italia | Totale   | Totale | Totale      | Totale     |
| Giocatore      | Presenze | Reti    | Ammonizioni | Espulsioni | Presenze     | Reti         | Ammonizioni  | Espulsioni   | Presenze | Reti   | Ammonizioni | Espulsioni |
| -------------- | -------- | ------- | ----------- | ---------- | ------------ | ------------ | ------------ | ------------ | -------- | ------ | ----------- | ---------- |
| A. Boldrini    | 27       | 8       | 3           | 0          | -            | -            | -            | -            | 27       | 8      | 3           | 0          |
| S. Boldrini    | 19       | 0       | 0           | 0          | 1            | 0            | 0            | 0            | 20       | 0      | 0           | 0          |
| L. Chiappa     | -        | -       | -           | -          | -            | -            | -            | -            | -        | -      | -           | -          |
| C. Ciccone     | 0        | 0       | 0           | 0          | 0            | 0            | 0            | 0            | 0        | 0      | 0           | 0          |
| A. Clemente    | 19       | 3       | 0           | 1          | 1            | 0            | 0            | 0            | 20       | 3      | 0           | 1          |
| V.E. D'Alessio | 0        | 0       | 0           | 0          | -            | -            | -            | -            | 0        | 0      | 0           | 0          |
| S. Gatta       | -        | -       | -           | -          | -            | -            | -            | -            | -        | -      | -           | -          |
| G. Giatras Zoi | 24       | 1       | 10          | 1          | -            | -            | -            | -            | 24       | 1      | 10          | 1          |
| M. Iannazzo    | 29       | 8       | 2           | 0          | 1            | 1            | 0            | 0            | 30       | 9      | 2           | 0          |
| K. Ikeguchi    | 22       | 2       | 1           | 0          | -            | -            | -            | -            | 22       | 2      | 1           | 0          |
| G. Liberati    | 13       | 0       | 0           | 0          | 0            | 0            | 0            | 0            | 13       | 0      | 0           | 0          |
| A. Marino      | 6        | 0       | 0           | 0          | 1            | 0            | 0            | 0            | 7        | 0      | 0           | 0          |
| A. Massa       | 11       | 1       | 0           | 0          | -            | -            | -            | -            | 11       | 1      | 0           | 0          |
| S. Massimi     | 19       | 1       | 2           | 0          | 1            | 0            | 0            | 0            | 20       | 1      | 2           | 0          |
| V. Maurilli    | 7        | -13     | 0           | 0          | 1            | -4           | 0            | 0            | 8        | -17    | 0           | 0          |
| A. Mochi       | -        | -       | -           | -          | 1            | 0            | 0            | 0            | 1        | 0      | 0           | 0          |
| L. Montesi     | 30       | 5       | 3           | 0          | 1            | 1            | 0            | 0            | 31       | 6      | 3           | 0          |
| V. Nagni       | 14       | 0       | 2           | 0          | 1            | 0            | 0            | 0            | 15       | 0      | 2           | 0          |
| C. Nash        | 7        | 1       | 0           | 0          | -            | -            | -            | -            | 7        | 1      | 0           | 0          |
| A. Noce        | 1        | 0       | 0           | 0          | -            | -            | -            | -            | 1        | 0      | 0           | 0          |
| G. Novelli     | 6        | 0       | 0           | 0          | 1            | 0            | 0            | 0            | 7        | 0      | 0           | 0          |
| S. Novelli     | 13       | 0       | 0           | 0          | 0            | 0            | 0            | 0            | 13       | 0      | 0           | 0          |
| C. Palombi     | 27       | 9       | 4           | 0          | 1            | 0            | 0            | 0            | 28       | 9      | 4           | 0          |
| S. Pezzi       | 24       | 1       | 1           | 0          | 1            | 1            | 0            | 0            | 25       | 2      | 1           | 0          |
| A. Pezzotti    | 24       | 1       | 2           | 2          | 1            | 0            | 0            | 0            | 25       | 1      | 2           | 2          |
| V. Simeone     | 27       | 0       | 5           | 0          | 1            | 0            | 0            | 0            | 28       | 0      | 5           | 0          |
| C. Tedei       | -        | -       | -           | -          | 1            | 0            | 0            | 0            | 1        | 0      | 0           | 0          |
| M. Varriale    | 28       | 1       | 4           | 0          | 1            | 0            | 0            | 0            | 29       | 1      | 4           | 0          |
| G. Verrino     | 16       | 2       | 3           | 0          | -            | -            | -            | -            | 16       | 2      | 3           | 0          |
| M. Vitiello    | -        | -       | -           | -          | -            | -            | -            | -            | -        | -      | -           | -          |
| G. Zaghini     | 23       | -38     | 1           | 0          | 0            | 0            | 0            | 0            | 23       | -38    | 1           | 0          |